# 柯敬文
柯敬文（英語：Quah Jing Wen，2000年12月20日—），曾用名柯瀞文，是一名新加坡游泳选手。柯敬文的强项是400米个人混合泳、100米蝶泳、200米蝶泳以及100米自由泳。

## 职业生涯
柯敬文代表新加坡参与了2015年东南亚运动会游泳比赛的400米混合泳比赛，并且获得该项目的铜牌。2017年柯敬文参与2017年吉隆坡东南亚运动会，并且取得5枚金牌。同年，柯敬文也代表新加坡参与了2017年巴哈马拿骚英聯邦青年運動會游泳比赛并且取得5枚金牌以及1枚银牌。2018年Neo Garden第13届全国游泳锦标赛，柯敬文以2分12.95秒的时间创造刷新了200米蝶泳（17岁以下组别）的新加坡全国记录，之前记录保持者是陶李（2005年）。

## 个人生活
柯敬文有一名哥哥柯正文以及一名姐姐柯婷文。两人也是新加坡游泳选手。